# Valea Cărbunării
Il Valea Cărbunării (nome ufficiale in rumeno: Trambulină Valea Cărbunării) è un trampolino situato a Râșnov, in Romania.

## Storia
Aperto nel 2012 in sostituzione dei trampolini costruiti a partire dal 1936, l'impianto ha ospitato le prove di salto con gli sci del XI Festival olimpico invernale della gioventù europea, alcune tappe della Coppa del Mondo di salto con gli sci a partire dal 2014 e i Campionati mondiali juniores di sci nordico 2016.

## Caratteristiche
Il trampolino normale ha il punto K a 90 m; il primato di distanza appartiene al tedesco David Siegel (105,5 m nel 2016); il primato femminile appartiene alla norvegese Maren Lundby (102 m nel 2018). Il complesso è attrezzato anche con salti minori HS71, HS38 e HS18.